# Banca centrale del Madagascar
La banca centrale del Madagascar è la banca centrale dello stato africano del Madagascar. La banca in collaborazione con il governo e nel rispetto delle leggi finanziarie, mantiene l'economia politica generale del Madagascar e preserva le riserve monetarie nazionali. Gli uffici della banca si trovano ad Antananarivo ed è di proprieta statale.